# Римајндервил (Охајо)
Римајндервил (енгл. Reminderville) град је у америчкој савезној држави Охајо.

## Демографија
По попису из 2010. године број становника је 3.404, што је 1.057 (45,0%) становника више него 2000. године.
| Група             | 2000.         | 2010.         |
| Белци             | 2.207 (94,0%) | 2.776 (81,6%) |
| Афроамериканци    | 65 (2,8%)     | 307 (9,0%)    |
| Азијати           | 16 (0,7%)     | 182 (5,3%)    |
| Хиспаноамериканци | 17 (0,7%)     | 39 (1,1%)     |
| Укупно            | 2.347         | 3.404         |